# Mesolia rectilineella
Mesolia rectilineella là một loài bướm đêm trong họ Crambidae.